# Skene (teater)

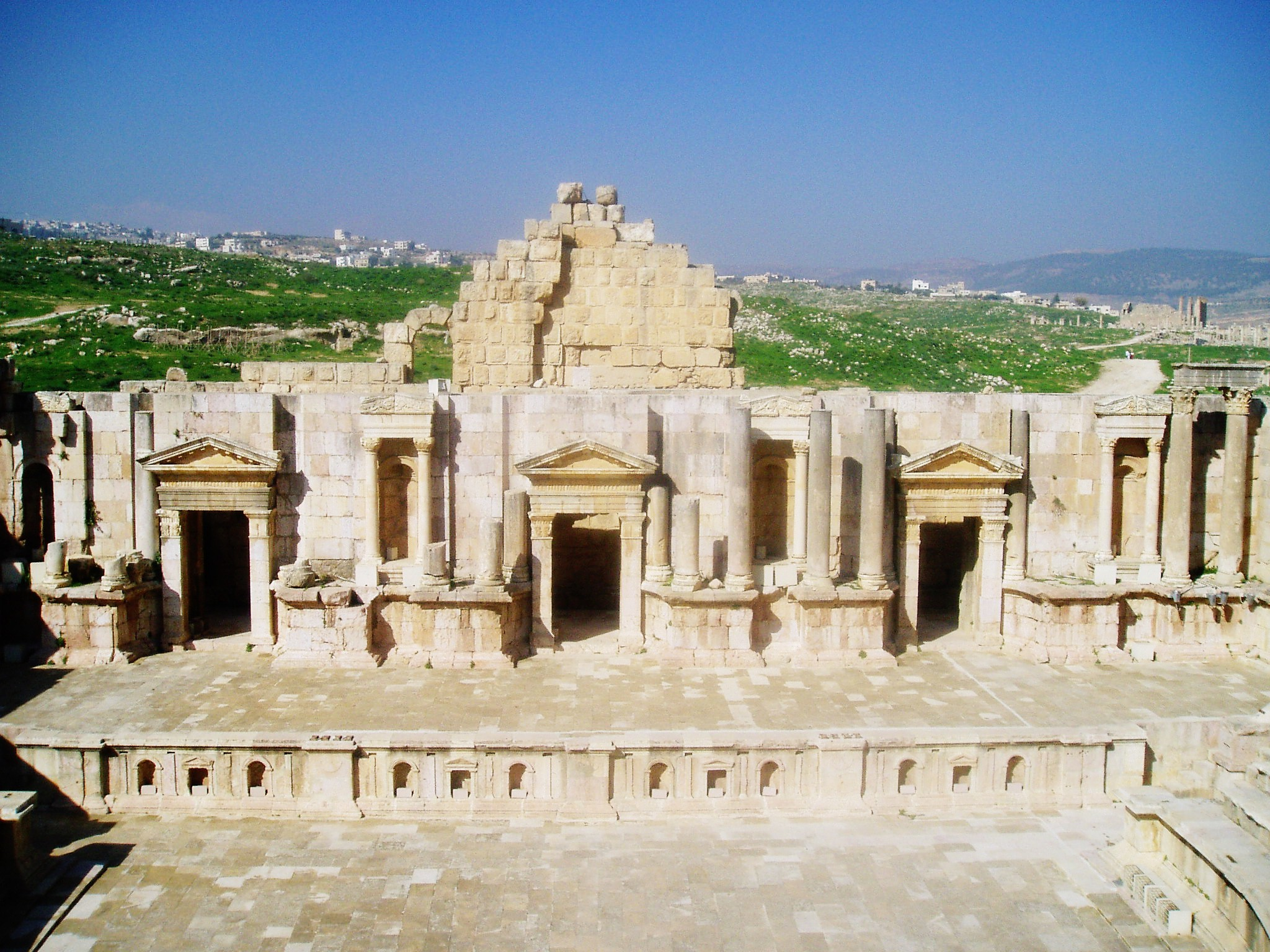
Skene som ligger bakom själva teaterscenen

Skene var en byggnad vid sidan, eller bakom den cirkelrunda bana (orkestra) på vilken antikens grekiska skådespelare agerade. Skene användes som omklädningsrum för aktörerna och utgjorde en fond till skådespelet. De hade även vissa tekniska finesser; man kunde hissa ner gudar ovanifrån då de behövdes för att lösa situationer i dramat (deus ex machina).